# Dicyema apollyoni
Dicyema apollyoni är en djurart som tillhör fylumet rhombozoer, och som beskrevs av Nouvel 1947. Dicyema apollyoni ingår i släktet Dicyema och familjen Dicyemidae. Inga underarter finns listade i Catalogue of Life.